# 1012
Cette page concerne l'année 1012  du calendrier julien.
L'année 1012 est une année bissextile qui commence un mardi.

## Événements
- Décembre : Sultan ad-Dawla devient émir buyide d'Irak et du Fars à la mort de son père Baha' ad-Dawla Firuz. Début du déclin de l'empire buyide en Iran-Irak[1].

- Renouveau du taoïsme en Chine avec l’institution du culte de « l’Auguste de jade »[2].

### Europe
- 1er avril : Ernest Ier devient duc de Souabe à la mort d'Hermann III (fin en 1015)[3].
- 12 avril : Jaromir de Bohême est détrôné par son frère cadet Ulrich (fin en 1033)[4].
- 19 avril : l'archevêque Alphège de Cantorbéry est assassiné à Greenwich par les Vikings de Thorkell le Grand qui reçoivent 48 000 livres de danegeld. Thorkell entre au service du roi Æthelred II d'Angleterre avec 45 navires pendant que le reste de sa flotte se disperse[5].
- 6 mai : dédicace de la cathédrale de Bamberg, fondée par Henri II[6].
- 18 mai : début du pontificat du pape Benoît VIII (fin en 1024)[7]. Theophylacte, des comtes de Tusculum, est élu pape sous le nom de Benoît VIII contre l’antipape Grégoire, de la lignée des Crescentii. Chassé un moment de Rome, il s’impose avec l’appui de l’empereur Henri II[8]. Son frère Romanus exerce le pouvoir temporel.

- Révolte du roi de Leinster Maelmordha contre Brian Boru. Il trouve l’appui des Norvégiens. Sigtrýggr, roi norvégien de Dublin, appelle à son aide le jarl des Orcades et reçoit des renforts du Pays de Galles, de l’île de Man, de Normandie, de Frise et des autres archipels du Nord de l’Écosse[9].
- L’empereur Henri II ordonne l’expulsion de tous les Juifs de Mayence[10]. Certains sauvent leur vie et leurs biens en acceptant le christianisme, dont un fils de Rabbenou Guershom[11].

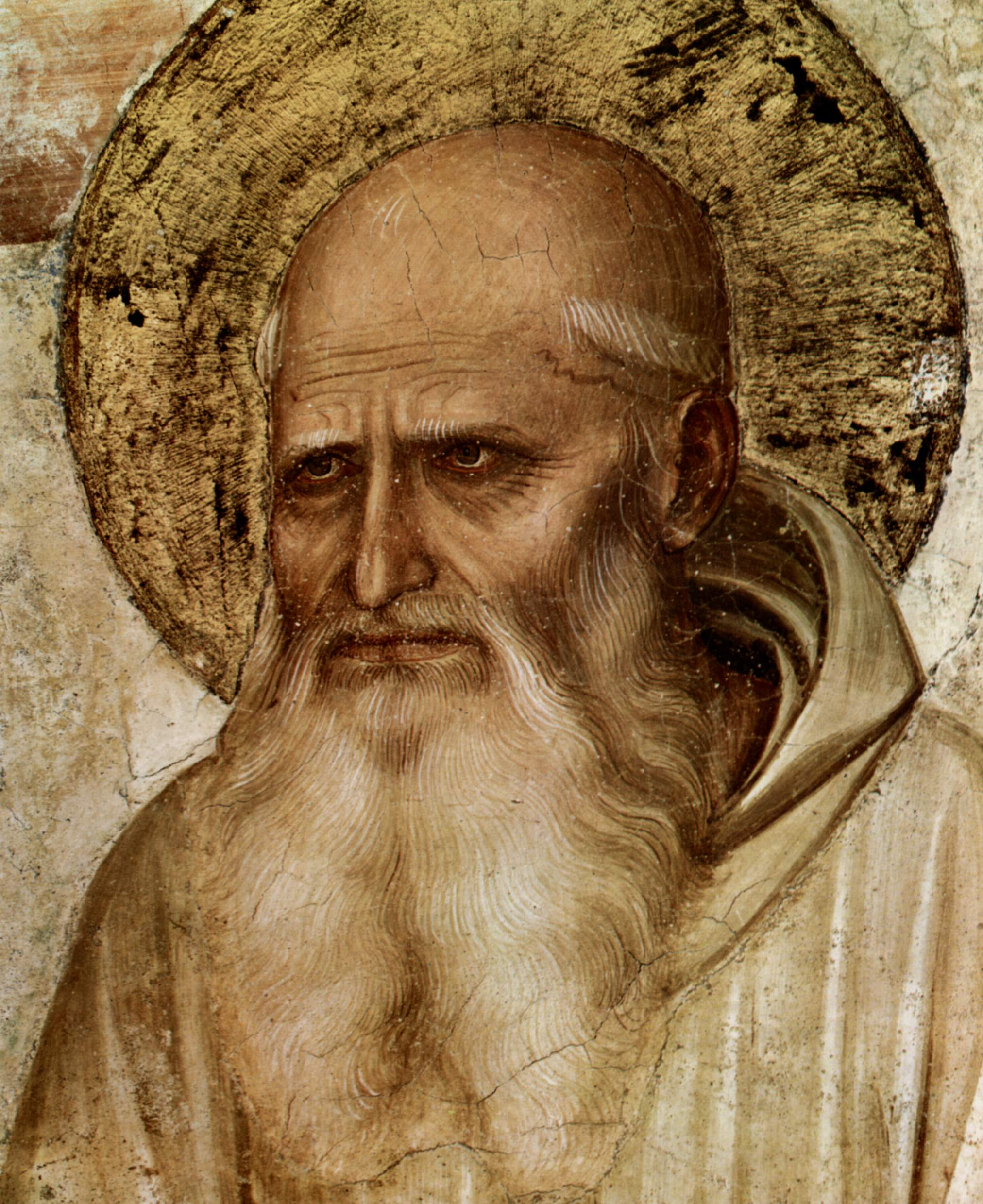
Saint Romuald.

- Romuald de Ravenne fonde vers 1012 l’ordre érémitique des Camaldules dans la vallée du Camaldoni (Toscane)[12], approuvé en 1050 et détaché des bénédictins en 1113.